# Broompentacarbonylrenium(I)
Broompentacarbonylrenium(I) is een anorganische verbinding van renium. De verbinding wordt veel gebruikt als uitgangsstof voor andere reniumcomplexen.

## Synthese
Broompentacarbonylrenium(I) is als carbonylcomplex commercieel beschikbaar. Ook de vorming ervan uit direniumdecacarbonyl en broom is eenvoudig en relatief goedkoop:
{\displaystyle {\ce {Re2(CO)10 + Br2 -> 2ReBr(CO)5}}}
De eerste synthese van de verbinding verliep via de reductieve carbonylering van renium(III)bromide:
{\displaystyle {\ce {ReBr3 + 5CO + 2Cu -> ReBr(CO)5 + 2CuBr}}}
Koper(I)bromide is in deze synthese een nevenproduct.

## Reacties
Broompentacarbonylrenium(I) is een goed uitgangspunt in de bereiding van andere reniumcomplexen. Zo wordt met zink in azijnzuur het reniumhydride ReH(CO)5 gevormd:
{\displaystyle {\ce {ReBr(CO)5 + Zn + CH3COOH -> ReH(CO)5 + CH3COOZnBr}}}
Broompentacarbonylrenium(I) reageert met tetraethylammoniumbromide in diglyme tot [NEt4]2[ReBr3(CO)3)], een belangrijke tussenstap naar reniumtricarbonyl-verbindingen.
Ook tijdens refluxen in water wordt het omgezet in een reniumtricarbonyl-verbinding:
{\displaystyle {\ce {ReBr(CO)5 + 3H2O -> [Re(H2O)3(CO)3]Br + 2CO}}}
Via deze route wordt de vorming van het tetraethylammoniumbromide als bijproduct voorkomen, wat een belangrijk voordeel tijdens syntheses is, omdat het vaak lastig te verwijderen is.